# بيل دتون
بيل دتون (بالإنجليزية: Bill Dutton) هو لاعب كرة قدم أمريكية أمريكي، ولد في 9 ديسمبر 1918 في مورغانتاون في الولايات المتحدة، وتوفي في 2 أغسطس 1951 بسبب حادث مرور.